# Vienna Open 1993
Il Vienna Open 1993, noto anche come Bank Austria Tennis Trophy per motivi di sponsorizzazione, è stato un torneo di tennis giocato sul sintetico indoor della Wiener Stadthalle di Vienna, in Austria. È stata la 19ª edizione del torneo, faceva parte della categoria ATP World Series nell'ambito dell'ATP Tour 1993 e si è giocato dal 18 al 25 ottobre 1993.

## Campioni

### Singolare maschile
Goran Ivanišević ha battuto in finale  Thomas Muster con il punteggio di 4–6, 6–4, 6–4, 7–6(3).

### Doppio maschile
Byron Black /  Jonathan Stark hanno battuto in finale  Mike Bauer /  David Prinosil con il punteggio di 6–3, 7–6.